# Lag Lindholm
Lag Lindholm har representerat Sverige vid många internationella tävlingar i curling. Laget bestod av Peja Lindholm, Tomas Nordin, Magnus Swartling och Peter Narup och kom från Östersunds CK. Coach för laget 2002-06 var Lars-Åke Nordström, och reserv under några år Anders Kraupp. Med något annorlunda lagkonstellationer har Peja Lindholm också lett lag som representerat Sverige vid JVM 1988-1990 (JVM-guld 1989). 
Laget blev världsmästare för seniorer tre gånger, 1997, 2001 och 2004, och kom tvåa två gånger, 1998 och 2000. Laget vann EM 1998 och 2001, och blev tvåa 2002, 2003, 2004 och 2005, varvid inkluderas fem EM-finaler i rad 2001-2005.  Utöver dessa medaljplatser deltog Pejas lag i VM 1993 och 1995, och i EM 1993, 1997 och 1999. Laget vann SM nio år i rad mellan 1997 och 2005, och deltog i OS 1998 i Nagano, 2002 i Salt Lake City och 2006 i Turin.

## Meriter
- Europamästerskap      
  - Guld 1998
  - Guld 2001
  - Silver 2002
  - Silver 2003
  - Silver 2004
  - Silver 2005
- Världsmästerskap     
  - Guld 1997
  - Silver 1998
  - Silver 2000
  - Guld 2001
  - Guld 2004

Peja Lindholms mycket framgångsrika lag splittrades efter säsongen 2005-2006 efter att hans tidigare lagkamrater valt att dra sig tillbaka från sina elitsatsningar. Peja själv spelade ytterligare en säsong inom elitcurlingen och elitserien innan också han slutade. Pejas nya lagkamrater under den säsongen var; James Dryburgh, Viktor Kjäll och Anders Eriksson.